# Pascale Kramer

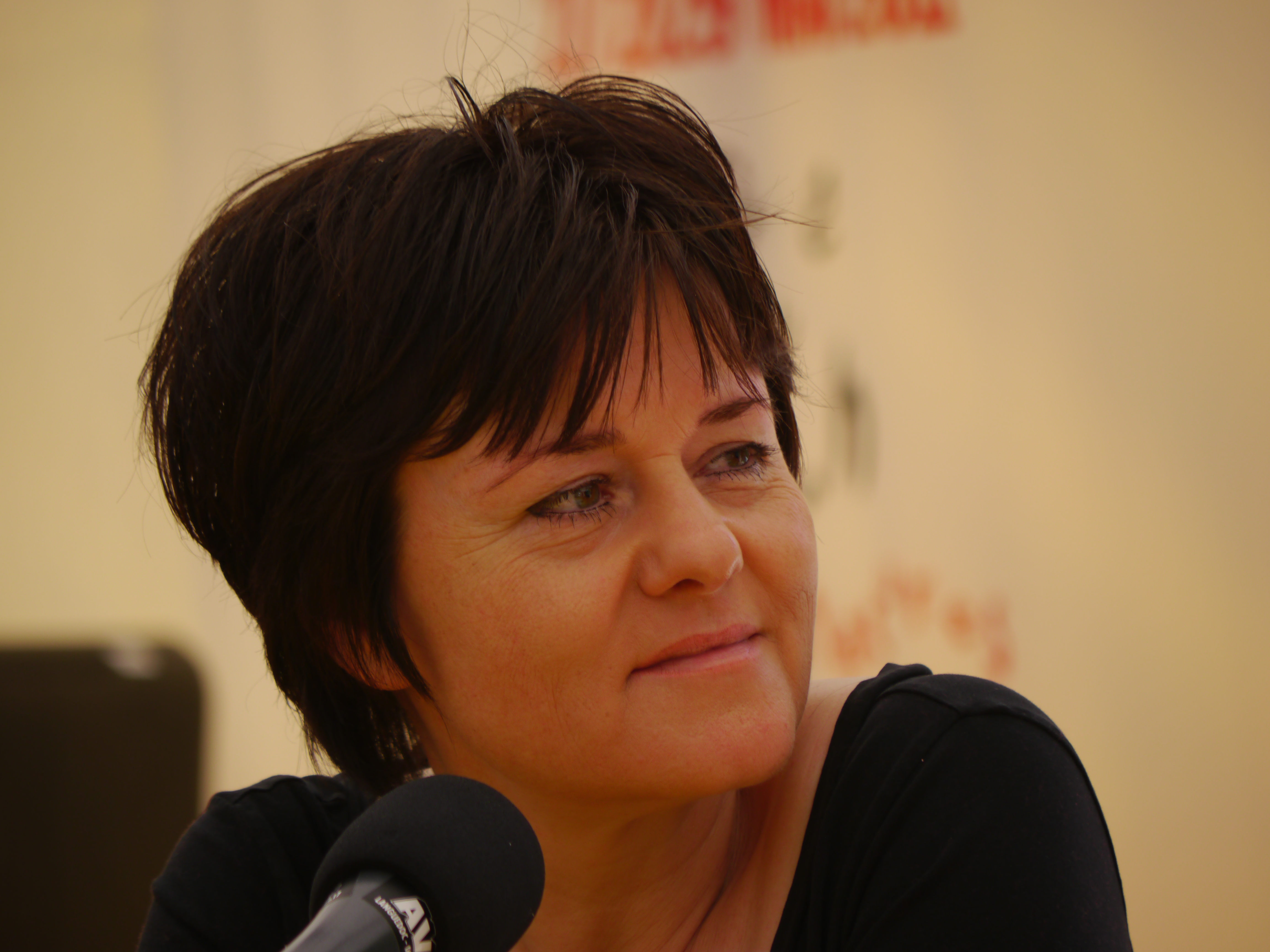
Pascale Kramer (2011)

Pascale Kramer (* 15. Dezember 1961 in Genf) ist eine französisch-schweizerische Schriftstellerin aus der Romandie.

## Leben
In Genf geboren, kam Pascale Kramer mit drei Jahren nach Lausanne, wo sie aufgewachsen ist. Nach der Matura am Lausanner Gymnase de la Cité studierte sie zunächst an der Universität Lausanne Literatur. Nach anderthalb Jahren brach sie das Studium ab, um sich dem Journalismus zuzuwenden, stieg dann aber ins Werbefach ein. Sie liess sich für sechs Jahre in Zürich nieder und arbeitete dort im Team des Publizisten und PR-Manns Jacques Séguéla. Seit 1987 wohnt und arbeitet sie in Paris, wo sie eine Werbeagentur führt.

## Werk
Ihre ersten Bücher Variations sur une même scène (1982) und Terres fécondes (1984) publizierte Kramer in der Schweiz. Es folgte ein über zehnjähriges Schweigen, bevor in Paris Manu erschien, wofür Pascale Kramer 1996 den Prix Michel-Dentan erhielt. Nach Le Bateau sec und Onze ans plus tard schrieb sie den Roman Les vivants, der mit dem Prix Lipp Suisse 2001 ausgezeichnet wurde. Sein Thema ist die grundsätzliche Infragestellung einer Paar-, Geschwister- und Familienbeziehung nach dem durch Leichtsinn verursachten Unfalltod der beiden Kinder der Protagonistin.
2005 erschien Retour d’Uruguay, 2005 L’adieu au Nord, 2007 Fracas. Für ihr Buch L’implacable brutalité du réveil (2009) erhielt die Autorin gleich mehrere Auszeichnungen. Der Roman spielt in Kalifornien und handelt von einer durch ihre Mutterschaft überforderten jungen Frau. 2011 erschien Un homme ébranlé, zwei Jahre später Gloria. In Autopsie d’un père (2016) forscht eine Tochter ihrem verstorbenen Vater nach, einem eigentlich als linksintellektuell geltenden Radiojournalisten, der plötzlich durch fremdenfeindliche Äusserungen aufzufallen beginnt. 
Sechs Romane sind bisher ins Deutsche übersetzt worden.

## Auszeichnungen
- 1996: Prix Michel Dentan, für Manu
- 2001: Prix Lipp Suisse, für Les vivants
- 2001: Prix Bibliomedia, für Retour d'Uruguay
- 2009: Schillerpreis der Schweizerischen Schillerstiftung, für L’implacable brutalité du reveil
- 2010: Prix Rambert, für L’implacable brutalité du réveil
- 2010: Grand Prix du roman der Société des Gens de Lettres, für L’implacable brutalité du réveil
- 2017: Schweizer Grand Prix Literatur[1]

## Werke in deutscher Übersetzung
- Die Lebenden. (Original-Titel: Les vivants, 2000). Aus dem Franz. von Andrea Spingler. Arche, Zürich 2003, ISBN 3-7160-2312-4. Neuauflage: Rotpunktverlag, Zürich 2017, ISBN 978-3-85869-744-8.
- Zurück. (Original-Titel: Retour d’Uruguay, 2003). Aus dem Franz. von Andrea Spingler. Arche, Zürich 2004, ISBN 3-7160-2333-7.
- Abschied vom Norden. (Original-Titel: L’Adieu au Nord, 2005). Aus dem Franz. von Andrea Spingler. Arche, Zürich 2007, ISBN 978-3-7160-2367-9.
- Die unerbittliche Brutalität des Erwachens. (Original-Titel: L’implacable brutalité du reveil, 2009). Aus dem Franz. von Andrea Spingler. Rotpunktverlag, Zürich 2013, ISBN 978-3-85869-555-0.[2]
- Autopsie des Vaters. (Original-Titel: Autopsie d’un père, 2016). Aus dem Franz. von Andrea Spingler. Rotpunktverlag, Zürich 2017, ISBN 978-3-85869-759-2.[3][4]
- Eine Familie. (Original-Titel: Une famille, 2018). Aus dem Franz. von Andrea Spingler. Rotpunktverlag, Zürich 2019, ISBN 978-3-85869-844-5.[5]